# Aloe subacutissima
Aloe subacutissima ist eine Pflanzenart der Gattung der Aloen in der Unterfamilie der Affodillgewächse (Asphodeloideae). Das Artepitheton subacutissima verweist darauf, dass Gilbert Westacott Reynolds annahm, dass die Art Aloe acutissima ähnelt.

## Beschreibung

### Vegetative Merkmale
Aloe subacutissima wächst stammbildend und verzweigend. Die aufrechten, spreizenden oder niederliegenden Stämme erreichen eine Länge von bis zu 100 Zentimeter und sind 3 Zentimeter dick. Sie sind mit ausdauernden toten Blättern bedeckt. Die 20 bis 26 lanzettlich verschmälerten Laubblätter bilden eine Rosette. Die trübgrüne, rötlich überhauchte Blattspreite ist 25 bis 30 Zentimeter lang und 5 bis 6 Zentimeter breit. Die rötlich braunen, heller gespitzten Zähne am Blattrand sind 3 bis 4 Millimeter lang und stehen 10 Millimeter voneinander entfernt.

### Blütenstände und Blüten
Der Blütenstand weist zwei bis drei Zweige auf und erreicht eine Länge von etwa 60 Zentimeter. Die dichten, zylindrisch spitz zulaufenden Trauben sind 10 bis 15 Zentimeter lang. Die lanzettlich-spitzen Brakteen weisen eine Länge von 12 Millimeter auf und sind im Knospenstadium ziegelförmig angeordnet. Die scharlachroten Blüten stehen an 15 Millimeter langen Blütenstielen. Sie sind 28 Millimeter lang und an ihrer Basis verkehrt konisch verschmälert. Auf Höhe des Fruchtknotens weisen die Blüten einen Durchmesser von 5 Millimeter auf. Darüber sind sie auf 4 Millimeter verengt und schließlich zur Mündung erweitert. Ihre äußeren Perigonblätter sind auf einer Länge von 11 Millimetern nicht miteinander verwachsen. Die Staubblätter und der Griffel ragen bis zu 1 Millimeter aus der Blüte heraus.

## Systematik und Verbreitung
Aloe subacutissima ist auf Madagaskar auf flachen Felsen in Höhen von 600 bis 1000 Metern verbreitet.
Die Erstbeschreibung durch Gordon Douglas Rowley wurde 1973 veröffentlicht.
Synonyme sind Aloe deltoideodonta var. intermedia H.Perrier (1926) und Aloe intermedia Reynolds (1957, nom. illeg. ICBN-Artikel 53.1).

## Nachweise